# George Forestier

(1952)

George Forestier (* 13. Januar 1921) war angeblich ein deutsch-französischer Dichter, dessen Bücher äußerst erfolgreich ab 1952 erschienen. 1955 stellte sich heraus, dass sein Leben und Werk von Karl Emerich Krämer frei erfunden worden waren.

## Leben
Seiner offiziellen Biografie nach wurde Forestier im elsässischen Rouffach geboren. Nach schwieriger Kindheit begann er ein Studium in Straßburg und Paris. 1941 meldete er sich freiwillig zur Waffen-SS und nahm während des deutschen Krieges gegen die Sowjetunion an Kämpfen um Wjasma, Woronesch und Orjol teil.
1945 geriet er vorübergehend in US-amerikanische Kriegsgefangenschaft. Nachdem er in Frankreich als Kollaborateur verurteilt worden war, hielt er sich unter falschem Namen in Marseille auf. Von der Polizei gestellt, meldete Forestier sich 1948 „freiwillig“ zur Fremdenlegion und wurde nach Französisch-Indochina kommandiert. Einer Vorpostengruppe zugeteilt, galt er seit den Kämpfen um den Song-Woi im November 1951 als vermisst. Unklar blieb, ob Forestier gefallen oder in Gefangenschaft geraten war.
Sein deutscher Dichterkollege Karl Schwedhelm beschreibt ihn 1952 so: „Die Haut des Gesichts gegerbt von der Sonne und dem feinen Sandschliff in den marokkanischen Garnisonen. Die Gestalt sehnig und mittelgroß vielleicht, wahrscheinlich dunkelhaarig.“

## Werk

(1954)

Im September 1952 veröffentlichte der Diederichs-Verlag in Düsseldorf einen schmalen Lyrikband (48 Seiten) Forestiers mit dem expressiven Titel: Ich schreibe mein Herz in den Staub der Straße. Die Frankfurter Allgemeine Zeitung erkannte sofort die „erstrangige lyrische Begabung“ und druckte zwei Gedichte und den Lebenslauf Forestiers in ihrem Feuilleton. Auch von seinen Kollegen bekam der bisher unbekannte Autor glänzende Kritiken. Stefan Andres schrieb: „Wir Deutschen hatten noch keinen Rimbaud, mit Forestier haben wir ihn.“ Karl Krolow lobte ihn als „dichterisch bis in die Nuance.“ Und Gottfried Benn meinte: „Wunderbar zarte, gedämpfte, melancholische Verse… er selbst sah seinen Ruhm nicht mehr, auch nicht dessen ersten lockenden Schein, aber sein Name wird angeschlossen sein an die Reihe der Zarten und Schönen, der Frühbezwungenen“.
1954 folgte unter dem Titel Stark wie der Tod ist die Nacht ist die Liebe ein weiteres Lyrikbändchen mit 18 Gedichten und wiederholte den Erfolg des Vorgängerbuchs. Acht Auflagen (mit insgesamt 21.000 verkauften Exemplaren) wurden vom ersten Band gedruckt, vom zweiten Band waren nach zwei Monaten bereits 6000 Exemplare verkauft. 1955 erschien mit Briefe an eine Unbekannte ein weiterer Band mit Briefen, Gedichten und Tagebuchnotizen Forestiers aus den Jahren von 1940 bis 1943.
„Der Forestier-Taumel erreichte seinen Höhepunkt“, schrieb Verleger Peter Diederichs im Herbst 1955. „Der dichtende Fremdenlegionär wurde zum Tagesgespräch, begeisterte Jünglinge beschlossen, sein Grab zu suchen, der Mythos begann zu leben.“ Noch mehr Forestier-Veröffentlichungen schienen möglich: Es gab angeblich eine ungedruckte Erzählung aus dem Russlandkrieg, und man fahndete nach Forestiers Feldgepäck, in dem weitere größere Arbeiten vermutet wurden. Aber die Produktion brach ab.

## Werkgeschichte
Dem Eugen Diederichs Verlag angeboten hatte die Gedichte ein „Freund“ Forestiers, Karl Friedrich Leucht, der dann als Herausgeber der Werke auftrat. Von ihm stammte auch der im ersten Band abgedruckte eindrucksvolle Lebenslauf Forestiers.
Aber bereits seit 1953 wusste Verleger Diederichs, dass hinter dem Namen Forestier in Wirklichkeit Karl Emerich Krämer steckte, sein eigener Herstellungsleiter und Mitglied der Lektoratsrunde. Der hatte einige alte Gedichte aus der Kriegszeit im Stil von Federico García Lorca überarbeitet und über Leucht als Mittelsmann an seinen eigenen Verlag veräußert. Doch geblendet durch den Verkaufserfolg, spielte Diederichs weiter mit.
Erst als Krämer den Verlag verließ und den dritten Forestierband in seinem eigenen Georg Büchner Verlag herausbrachte, enthüllte Diederichs das Geheimnis. Im Buchhandel und in der Literaturkritik brach daraufhin ein Sturm der Entrüstung aus. Krämer wurde als Hochstapler beschimpft und künftig als Autor ignoriert. Man nahm „es dem Lebenden übel, daß der Tote gar nicht existiert hatte“, so resümierte 1959 Friedrich Sieburg.
Krämer veröffentlichte auch in den nächsten Jahrzehnten Gedichte unter dem Namen George Forestier, wenn auch weitgehend erfolglos.

## Analyse
Ihren Erfolg verdankten die Gedichte weniger ihrer lyrischen Qualität, als vielmehr der vorgeschalteten Biographie George Forestiers. Die Mystifikation und die Exotik dieses Lebens bediente die Erwartungen der mit eigenen Kriegserlebnissen belasteten Leser und Kritiker der 1950er Jahre und diente ihnen als Projektionsfläche für eigene Gefühlslagen. Die Legende war zeit- und damit auch marktgerecht. Der Schriftsteller Heinz Piontek gab in seiner Besprechung des neuen Lyrikbandes einen weiteren Hinweis auf die Ursachen des Erfolgs: „Fast in jedem Gedicht erscheinen erotische Motive, sinnlich erhitzte Metaphern, unbeherrscht hervorgestammelt, man spürt hinter ihnen die Sexualität des Landsknechts.“
Ein im Indochinakrieg verschollener Legionär mit SS-Vergangenheit verkaufte sich eben besser als ein Herstellungsleiter aus der deutschen Provinz. Das wusste Krämer selbst: „Ich gehöre einer Generation an, die genau weiß, was Managertum ist. Deshalb Forestier statt Förster. Ein neuer Verlegertyp ist im Kommen, der sich bei jedem Buch fragt: Kann ich das verkaufen, um mein Geld wieder hereinzukriegen, oder nicht.“(1955) Damit hat sich Karl Emerich Krämer nicht nur als guter Werbepsychologe erwiesen, sondern auch als ein früher Vorläufer des modernen Verlegers, für den ein Buch nur noch Ware ist.
Aus heutiger Sicht erscheint „Forestiers“ Erfolg eher verwunderlich: „Krämer war ein zwar geschäftiger, gerissen kalkulierender, aber nicht besonders talentierter, unpoetischer, halbgebildeter Schreiber, der mit schiefen Metaphern hantierte und aus Motiven wie Einsamkeit, große weite Welt, käufliche Liebe und Alkohol ein trübes Gebräu anrührte, das weniger an den bewunderten späten Benn als an Freddy Quinns etwa gleichzeitig entstandene Erfolgsschlager wie Brennend heißer Wüstensand erinnert“, urteilte rückblickend der Schriftsteller Michael Buselmeier, das wohl bekannteste Forestier-Gedicht zitierend:
Ich schreibe mein Herz
in den Staub der Straße
vom Ural bis zur Sierra Nevada,
von Yokohama zum Kilimandscharo,
eine Harfe aus Telegraphendrähten…

## Veröffentlichungen Forestiers
- Ich schreibe mein Herz in den Staub der Straße. Diederichs, Düsseldorf/Köln 1952; Limes-Verlag, Wiesbaden/München 1986, ISBN 3-8090-2236-5.
- Stark wie der Tod ist die Nacht ist die Liebe. Diederichs, Düsseldorf 1954.
- Briefe an eine Unbekannte. Hrsg. u. eingeleitet von Karl Friedrich Leucht. Georg Büchner Verlag, Zürich/Darmstadt 1955.
- Nur der Wind weiß meinen Namen. Neue Lieder und Gedichte. Georg-Büchner-Verlag, Darmstadt/Düsseldorf 1961.
- Glasgestalt und Nachtgeländer (= Bechtle-Lyrik. Bd. 13). Bechtle, München/Esslingen 1966.
- Biblische Gedichte (= Bechtle-Lyrik. Bd. 16). Bechtle, München/Esslingen 1968.
- Gesammelte Gedichte. Hrsg. von Christian Sturm. Bechtle, München/Esslingen 1969.
- Als hätten meine Fingerspitzen Augen. Bläschke, Darmstadt 1972.
- Bericht vom Kind, vom Sarg und vom Hund. Argus-Verlag Laufenberg, Opladen 1973, ISBN 3-920337-14-X.
- Kain, Moses und andere. Argus-Verlag, Opladen 1973, ISBN 3-920337-09-3.
- Wo ist die Freiheit von der ihr sprecht. Orion-Heimreiter-Verlag, Heusenstamm 1974, ISBN 3-87588-084-6.
- Am Ende der Strassen bleibt jeder allein. Ausgewählte Gedichte. Argus-Verlag, Opladen 1974, ISBN 3-920337-16-6.
- Dein Gesicht verlässt mich nicht. Neue Gedichte. Gilles und Francke, Duisburg 1979, ISBN 3-921104-57-2.
- Hätt ich das Wort das Wahrheit heißt. Neue Gedichte. Limes-Verlag, Wiesbaden 1985, ISBN 3-8090-2228-4.